# Søren W. Johansson
Søren Wulff Johansson (tegenwoordig Søren Linnemand Johansson)(Hals, 26 augustus 1971) is een voormalige Deense tienkamper. Hij was de eerste Deense atleet, die voor het leven werd geschorst als gevolg van doping.

## Loopbaan
Johansson was lid van de athletic club van AK Aalborg tot 1989, Trongården 1991/1992, Sparta Atletik 1993 en Københavns Idræts Forening 1994/1995. Hij won twee Deense kampioenschappen en twee Deense jeugdkampioenschappen. Zijn beste prestatie in de tienkamp is 7154 punten.
Johansson werd voor het eerst in 1989 na een dopingcontrole positief bevonden. Hij werd twee jaar geschorst voor het gebruik van anabole steroïden. In 1995 werd hij opnieuw positief bevonden en geschorst voor het leven.

## Titels
- Deens kampioen vijfkamp - 1994
- Deens kampioen tienkamp - 1995